# Louis Raffy
Louis Raffy   (Tolosa, 21 de març de 1855 - París, 9 de juny de 1910) va ser un matemàtic francés.

## Vida i Obra
Fill d'un professor que va escriure manuals de geografia i història per l'ensenyament secundari, la família es va traslladar a París ben aviat. Raffy va estudiar al Lycée Saint-Louis en el qual es va graduar el 1873. A partir de 1975 va ser professor de la própis institució i, malgrat que va aconseguir l'ingrés a l'École Normale Supérieure el 1876, no s'hi va matricular fins al 1879. El 1882 va obtenir l'agregació.
El 1883 va ser nomenat professor a l'École Normale Supérieure i l'any següent va començar a donar també classes a la Sorbona. Va mantenir aquestes dues feines fins a la seva mort el 1910. El 1902 va ser escollit president de la Société mathématique de France. El 1904 va ser nomenat catedràtic d'aplicacions de l'anàlisi a la geometria a la Sorbona.
Els treballs de Raffy versen sobre tot en les aplicacions a la mecànica de les relacions algebraiques o el·líptiques aplicant els métodes de Liouville. També va ser l'editor de les obres escollides del seu col·lega i amic Victor Gustave Robin.